# Xã Buffalo, Quận Jones, South Dakota
Xã Buffalo (tiếng Anh: Buffalo Township) là một xã thuộc quận Jones, tiểu bang Nam Dakota, Hoa Kỳ. Năm 2010, dân số của xã này là 39 người.